# Tercera Federación
Tercera Federación  også kendt under navnet Tercera RFEF er den femtehøjeste liga i spansk fodbold. Den blev etableret i 1928-1929. De højere ligaer er La Liga, også kaldet Primera División, La Liga 2, Primera Federación og Segunda Federación.
| Fodbold | Spire Denne artikel om en fodboldturnering er en spire som bør udbygges. Du er velkommen til at hjælpe Wikipedia ved at udvide den. |